# Congregación de Nuestra Señora del Santo Rosario de Cuba
La Congregación de Nuestra Señora del Santo Rosario es una congregación religiosa católica femenina, de vida apostólica y de derecho pontificio, fundada en 1893, por la religiosa cubana María de la Encarnación, en La Habana. A las religiosas de este instituto se les conoce como dominicas cubanas y posponen a sus nombres las siglas O.P

## Historia
La congregación fue fundada por María de la Encarnación en La Habana (Cuba), en 1893, para la educación de la juventud femenina, con la aprobación como congregación religiosa de derecho diocesano en 1903, por el obispo Pedro Ladislao González y Estrada, de la diócesis de La Habana. Fue agregada a la Orden de Predicadores el 8 de septiembre de 1909 y elevada a congregación de derecho pontificio, mediante decretum laudis del 7 de junio de 1931, del papa Pío XI. A causa de la revolución cubana de Fidel Castro, las religiosas fueron expulsadas del país y se establecieron en Colombia el 8 de febrero de 1961.

## Organización
La Congregación de Nuestra Señora del Santo Rosario es una congregación religiosa internacional, de derecho pontificio y centralizada, cuyo gobierno es ejercido por una priora general, es miembro de la Familia dominica y su sede se encuentra en Bogotá (Colombia).
Las dominicas cubanas se dedican a la formación y educación cristiana de la juventud. En 2017, el instituto contaba con 26 religiosas y 7 comunidades, presentes en Colombia.